# Carlos Aníbal Cisneros
Carlos Aníbal Cisneros (San Miguel de Tucumán, 21 de julio de 1962) es un dirigente bancario y político argentino, Diputado Nacional por la provincia de Tucumán para el periodo 2019-2027. Anteriormente fue dirigente en la Caja Popular de Ahorros y posteriormente dirigente de la bancaria de Tucumán.

## Biografía
En 1995 en el gobierno de Julio Miranda fue designado titular de la Caja Popular de Ahorros de Tucumán. Posteriormente sería designado Secretario de la Administración Nacional de La Bancaria en 2009, y hasta 2018 ejerceria también como Secretario General del Gremio Bancario de la Provincia de Tucumán. 
En 2019 se presentó como candidato a Diputado Nacional por la Provincia de Tucumán, consiguiendo ser electo con el 55.25% de los votos en las Elecciones legislativas de Argentina de 2019. El 8 de marzo de 2021 fue electo vicepresidente segundo de San Martin de Tucumán. En 2023 fue reelecto Diputado Nacional en las Elecciones legislativas de Argentina de 2023 con el 46,94% de los votos.